# Гагарінська (платформа)
Гагарінська — зупинний пункт/пасажирська платформа хордової лінії Митищі - Фрязево Ярославського напрямку Московської залізниці. Розташована у місті Щолково Щолковського району Московської області.
Не обладнана турнікетами.
Час руху від Москва-Пасажирська-Ярославська — близько 1 години, від станції Фрязево — близько 45 хвилин.
Поруч з платформою знаходяться автобусні зупинки. Також поруч розташовані підприємства: ВАТ ЕНА (колишній Щолковський насосний завод) і Хімзавод (зараз на його території розташовані численні фірми, які орендують приміщення).